# Holdampf Sándor
Holdampf Sándor (Dorog, 1959. december 3. –) labdarúgó, labdarúgóedző, gyúró, a Dorogi FC Örökös Tagja, médiaszakember, a Kék Duna Rádió kereskedelmi igazgatója.

## Pályafutás

### Labdarúgóként
A Doroggal szomszédos Tokodon nőtt fel és az aktív játékot is ott kezdte. Tehetsége folytán a Dorogi AC igazolta le 1978 nyarán. Dorogon csapattársa volt Honti József, akivel játékosként, majd edzőként is sokáig kereszteződött pályafutása a dorogi egyesületben. A kiváló képességű játékos nagy reménységnek ígérkezett. Az 1982–1983-as bajnokságban már pályafutása kiteljesedni látszott, azonban egy szerencsétlen, egyben súlyos sérülés gyakorlatilag derékba törte labdarúgó jövőjét. Az őszi szezon 6. fordulójában Tapolcán vendégszereplő élbolyban tanyázó dorogiak rangadót játszottak a listavezető Bauxitbányász otthonában. A kiváló és izgalmas mérkőzésen a második félidőben 2–2-es állásnál csapattársával, Goldschmidt Gyulával egyszerre vetették magukat egy labdára, ám szerencsétlen módon az elemi erővel érkező Goldschmidt rácsúszott Holdampf lábára, amely következtében nyílt törést szenvedett. Az eset sokkolta a dorogiakat, különösen a vétlen sérülést okozó Goldschmidtot, aki a dorogi csapat egyik meghatározó játékosa volt. Innen nem tudtak már a meccsre összpontosítani, amit a hazaiak ki is használtak, mert a hátralevő játékidőben 5–2-re a maguk javára fordították a meccset. Az elsődleges szakorvosi vélemények lesújtóak voltak, tekintve a fiatal játékos pályafutásának végleges befejezését jósolták. Talán csak maga Holdampf bízott a lelke mélyén abban, hogy egyszer még újra visszatérhet a játékba. Hosszú idő után, 1984 tavaszán hihetetlenül szemlélték a dorogiak, hogy Holdi elkezdte az edzéseket. Bár maradandó maradt a sérülés, mégis egyfajta csodaként hatott, amikor a tavaszi szezon 4. fordulójában a Tata elleni bajnokin Gabala Ferenc vezetőedző csereként pályára küldte a szurkolók hatalmas ovációja kíséretében. Mozdulatain látszott, hogy a súlyos sérülés nyomott hagyott, de remekül küzdött és amire végkép senki sem számolt, még gólt is szerzett, amellyel hozzájárult a 4–1-s győzelemhez. Az évad végén átigazolt az alsóbb osztályban szereplő Sárisápi Bányászhoz és hátralévő pályafutását ott töltötte.

### Edzőként
Az aktív játékot követően edzői, valamint gyúró- és masszőri végzettséget szerzett. Az 1992-1993-as évadban Reszeli-Soós István mellett volt pályaedző a Dorogi Bányásznál, ahol egyben a csapat gyúrója is volt. Az egykori legendás dorogi gyúró, Molnár Ernő halála után ő lett a dorogiak gyúrója, masszőre. Később elsősorban az edzőség került előtérbe. Volt a dorogi klub utánpótlásedzője, idővel pedig utánpótlás vezető. Vezette a magyar utánpótlás válogatott csapatok edzését is. Tudását és tapasztaltait igyekezett széles körben kamatoztatni és számos Dorog-környéki településen vezette a felnőtt csapatokat. Két különböző periódusban is dirigálta vezetőedzőként az Esztergomi SC csapatát, valamint szintén vezetőedzőként irányította a Sárisápi Bányászt, a Pilismaróti FC-t, a Tokod SC-t, 2010-től pedig a Lábatlan edzője volt. 2013-ban ismét visszatért a dorogi klubhoz, ahol utánpótlás neveléssel foglalkozik. Jelenleg a Dorogi FC U17-es csapatát vezeti.  Archiválva 2012. május 23-i dátummal a Wayback Machine-ben

## Rádiós tevékenysége
Eredetileg bányagépész technikus és a Dorogi Szénbányák dolgozója volt. Jelenleg Esztergomban az 1996-ban beüzemelt regionális Kék Duna Rádió igazgatója. A rádióadó bázisai Esztergom mellett Tatabánya, Komárom és Győr. A vételre lehetőség van Szlovákiában is. Az alapítás óta a rádió munkatársa, ahol kiemelt szerepet kap a sport. Valamennyi világ-, hazai- és helyi sporteseményről tájékoztatják a hallgatókat, valamint a sporttal kapcsolatos felhívások, programajánlók és riportműsorok is elhangzanak az adásban. 

## Érdekesség
Az egykori súlyos sérülése ellenére aktívan vesz részt a Dorogi Öregfiúk csapatának mérkőzésein. 2011-ben a csapat tagja volt, amely a Fritz Walter Emléktornán sikeresen szerepelt Németországban. 

## Család
Két gyermekes családapa, felesége köztiszteletben álló pedagógus, apósa pedig az egykori labdarúgó legenda, Monostori Tivadar.

## Külső hivatkozás
- Lábatlan hivatalos honlapja Archiválva 2012. május 23-i dátummal a Wayback Machine-ben
- Kék Duna Rádió honlapja
- Dorog város hivatalos honlapja